# Statskuppen i Rumänien 1944
Statskuppen i Rumänien 1944 (rumänska: Lovitura de stat de la 23 august 1944) var en statskupp som genomfördes i Rumänien den 23 augusti 1944 under det pågående andra världskriget. Med stöd av ett flertal politiska partier lät Rumäniens kung Mikael I avsätta och fängsla landets militärdiktator Ion Antonescu som hade allierat Rumänien med Nazityskland. Kuppen genomfördes efter att den moldaviska fronten i nordöstra Rumänien hade kollapsat efter en offensiv av den sovjetiska Röda armén. Omedelbart efter kuppen förklarade den rumänska armén ensidigt eldupphör med Röda armén vid den moldaviska fronten, varefter Rumänien förklarade krig mot Tyskland och anslöt sig till de allierade.

## Bakgrund och förberedelser
Rumäniens kung Carol II hade i september 1940 låtit utnämna Ion Antonescu till premiärminister med diktatorisk fullmakt att bilda regering. På Antonescus begäran abdikerade Carol II två dagar efter utnämningen till förmån för sin 19-årige son Mikael som den 6 september besteg tronen som Mikael I av Rumänien. I praktiken fungerade dock Mikael bara som en marionettdocka eftersom Antonescu utnämnde sig själv till conducător (ledare) med diktatoriska befogenheter.
Antonescu allierade sig med Tyskland och öppnade i oktober 1940 landet för tyska trupper. När Tyskland i juni 1941 invaderade Sovjetunionen förklarade Antonescu omedelbart krig mot Sovjetunionen. Även sedan Rumänien återfått de områden som man hade förlorat 1940 fortsatte de rumänska styrkorna längre in i Sovjetunionen trots protester från rumänska politiker och kung Mikael I. Slaget vid Stalingrad 1943 innebar katastrofala manskapsförluster för den rumänska armén och under sommaren 1944 var det uppenbart att andra världskriget började gå allt mer dåligt för axelmakterna vilka inkluderade Rumänien. I augusti 1944 bröt den sovjetiska Röda armén igenom på bred front i nordöstra Rumänien och en sovjetisk erövring av landet förväntades inom några månader.
Samtidigt hade det förts hemliga samtal mellan kung Mikael I, politiska partier och andra fraktioner som motsatte sig Antonescus militärregim om att genomföra en kupp för att avsätta honom. I slutet av augusti 1944, i takt med att den militära situationen försämrats, kom parterna överens om att tiden hade kommit för att avsätta Antonescu. Enligt planerna skulle Antonescu kallas till ett möte med kung Mikael på det kungliga slottet i Bukarest och beordras skriva under en order om eldupphör med de allierade. I händelse av att han skulle vägra göra detta skulle han omgående gripas. 

## Kuppen
På eftermiddagen den 23 augusti 1944 begärde kung Mikael att Antonescu skulle inställa sig på det kungliga slottet i Bukarest för en audiens. Under audiensen insisterade kungen på att Rumänien omgående skulle sluta fred med de allierade och bryta alliansen med Tyskland, något Antonescu vägrade gå med på. Kung Mikael begärde då att Antonescu skulle avgå, något som han också avvisade. Kungen förklarade då för Antonescu att han var avsatt varefter han omgående arresterades av soldater ur det kungliga gardet. Kort därefter arresterades samtliga medlemmar ur Antonescus personliga livvakt som väntade utanför på slottsgården av det kungliga gardet samtidigt som arméenheter lojala med kungen intog strategiska positioner runt om i Bukarest. Andra medlemmar ur Antonescus regering blev också kallade till slottet och greps även de så snart de anlänt. 
På kvällen den 23 augusti meddelade kung Mikael i ett radiotal till nationen att Antonescu hade avsatts och att alla diplomatiska förbindelser med Tyskland och axelmakterna hade upphört samtidigt som han förklarade Rumäniens lojalitet med de allierade. Kort därefter förklarade Rumänien krig mot Tyskland.